# هانوماغ

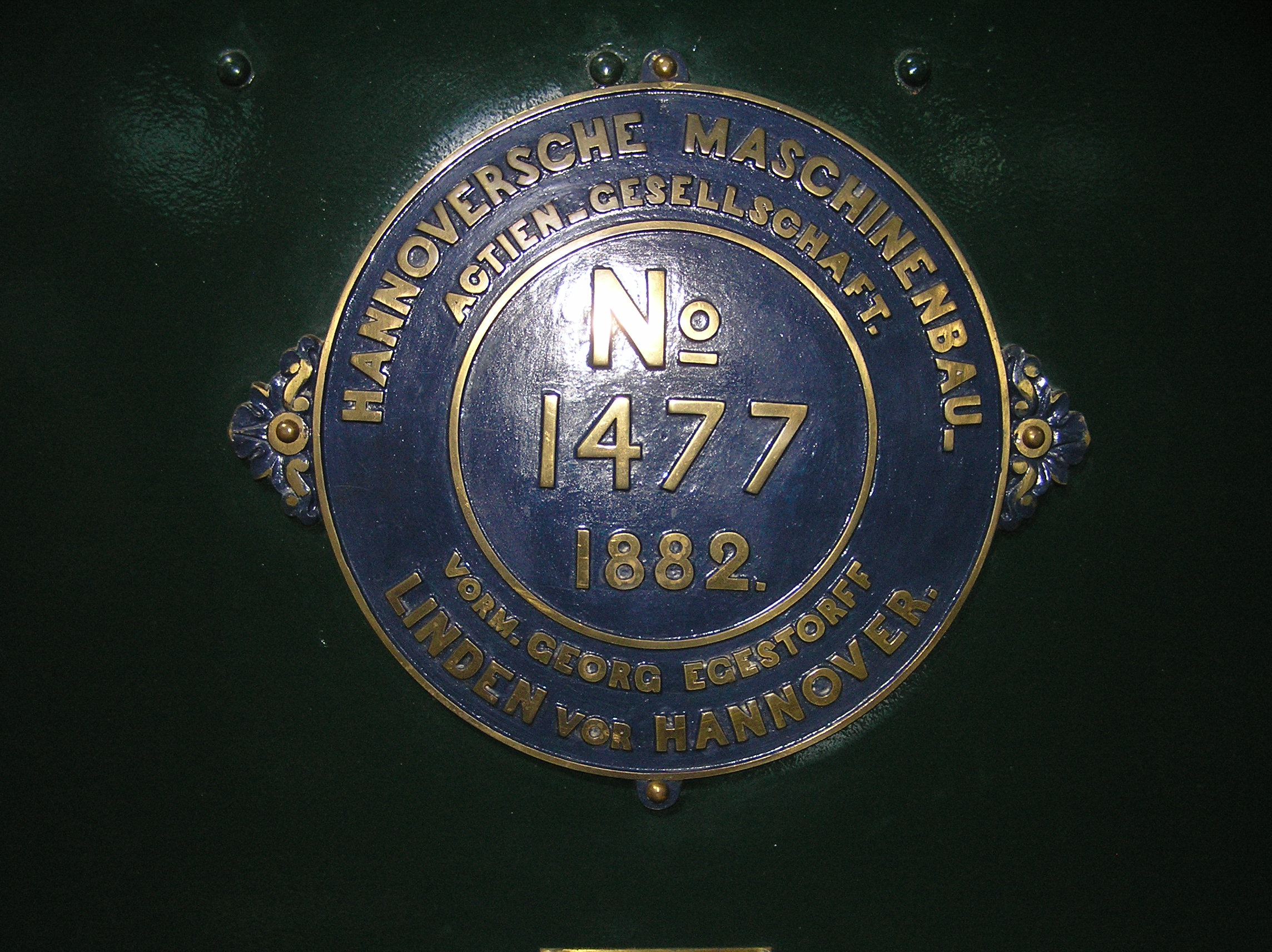

هانوماج (Hannoversche Maschinenbau AG) كان منتجًا ألمانيًا للقاطرات البخارية والجرارات والشاحنات والمركبات العسكرية في هانوفر. حقق هانوماج شهرة عالمية لأول مرة من خلال تسليم العديد من القاطرات البخارية إلى فنلندا ورومانيا وبلغاريا قبل الحرب العالمية الأولى وصنع أول جرار هانوماج R26 في عام 1924 في ألمانيا. في عام 1925، أضافوا السيارات إلى خط انتاجهم، بالإضافة إلى الانتقال في عام 1931 إلى إنتاج آلات البناء. منذ عام 1989، أصبحت الشركة جزءًا من شركة كوماتسو.

## التاريخ

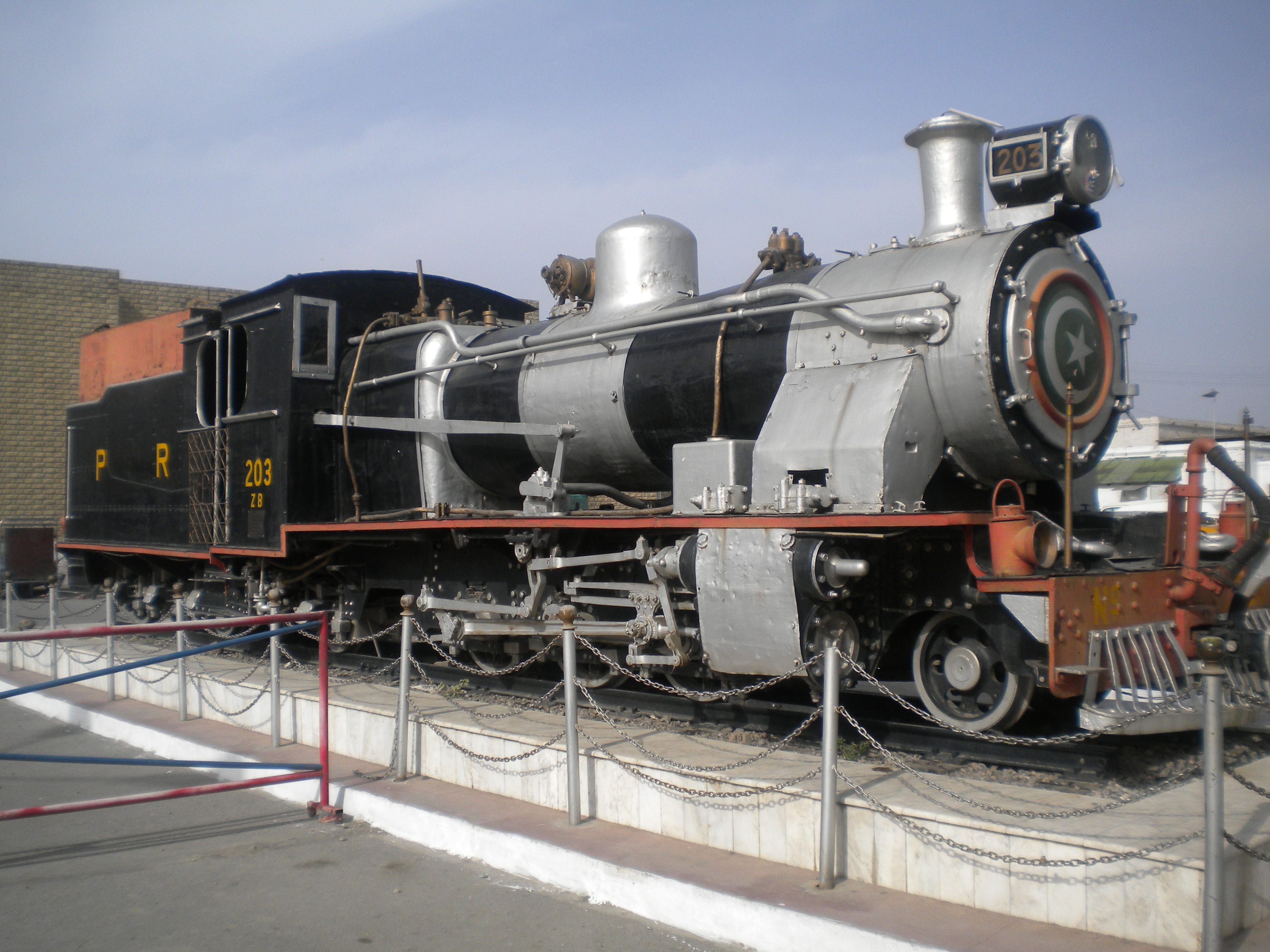
محرك سكك حديد هانوماج بني في عام 1932

يعود تاريخ الشركة إلى عام 1835 عندما أسس جورج إيجيستورف في ليندن بالقرب من هانوفر شركة تسمى آيزن-جيسيري أوند ماشينينفابريك جورج إجيستورف لبناء محركات بخارية صغيرة. سرعان ما بدأوا في صنع الآلات الزراعية وفي عام 1846 قاموا ببناء قاطرة السكك الحديدية الأولى لسكك حديد الولاية الملكية هانوفران . وبحلول عام 1870 ، قاموا بصنع 500 قاطرة وفي عام 1871 غيروا اسمهم إلى نموذج هانوفرشيه ماشينينباو أكتيين-جيزيلشافت. جورج إيجيستورف، ليندن فور هانوفر. اتبعت مركبات الطرق عندما حصلوا في عام 1905 على عقد لعربات بخارية للجيش الألماني.